# União Internacional de Arquitetos
União Internacional dos Arquitetos (Francês: Union internationale des Architectes, UIA) é uma organização não-governamental com sede em Paris, França, fundada em Lausanne, na Suíça, em 28 de junho de 1948, logo após o final da II Guerra Mundial, com o objectivo de unir e representar os arquitetos de todo o mundo, sem olhar a questões de nacionalidade, raça, religião ou opção arquitetônica, bem como de federar as suas organizações nacionais.
Com 27 delegações presentes na sua primeira assembleia de 1948, a UIA federa hoje organizações profissionais de 123 países e territórios que representam mais de 3,2 milhões de arquitetos em todo o mundo. É reconhecida como a única organização mundial de arquitetura pelas agências das Nações Unidas, incluindo a UNESCO, a UN–Habitat, o ECOSOC, a UNIDO, a OMS e a OMC. Seu atual presidente é Thomas Vonier, dos Estados Unidos, cujo mandato vai até 2020.

## Prêmios
Desde 1961 a UIA concede quatro prêmios tri-anualmente:
- Prêmio Auguste Perret, para a tecnologia aplicada à arquitetura;
- Prêmio Sir Patrick Abercrombie, do desenvolvimento urbano ou territorial;
- Prêmio Jean Tschumi, à crítica arquitetônica ou ensino de arquitetura;
- Prêmio Sir Robert Matthew, para melhorar a qualidade dos assentamentos humanos.

### Medalha de Ouro da UIA
Desde 1984, a organização também concede a Medalha de Ouro da UIA (UIA Gold Medal) em homenagem a um arquiteto (ou grupo de arquitetos) destacado por seu trabalho e prática profissional pela qualidade dos serviços prestados para a humanidade e a sociedade. Os últimos vencedores foram:
| Año  | Arquitecto                | País                 |
| ---- | ------------------------- | -------------------- |
| 1984 | Hassan Fathy              | Egito                |
| 1987 | Reima Pietilä             | Finlândia            |
| 1990 | Charles Correa            | Índia                |
| 1993 | Fumihiko Maki             | Japão                |
| 1996 | Rafael Moneo              | Espanha              |
| 1999 | Ricardo Legorreta Vilchis | México               |
| 2002 | Renzo Piano               | Itália               |
| 2005 | Tadao Ando                | Japão                |
| 2008 | Teodoro González de León  | México               |
| 2011 | Álvaro Siza Vieira        | Portugal             |
| 2014 | Ieoh Ming Pei             | China Estados Unidos |
| 2017 | Toyo Ito                  | Japão                |

## Congressos
A UIA convoca o Congresso Mundial de Arquitetos a cada três anos, cada um organizado por uma seção de membros da UIA que concorre à honra. A Assembleia Geral da UIA se reúne durante o Congresso Mundial de Arquitetos, para conduzir os negócios da União e para eleger oficiais da UIA por um período de três anos.
Os países lusófonos já sediaram o 3º Congresso, em 1953, quando aconteceu em Lisboa, e o 27º Congresso, inicialmente previsto para acontecer no Rio de Janeiro em 2020, foi adiado para 2021 devido a pandemia de COVID-19.
| Nº   | Ano  | Local                | Tema                                                                     |
| ---- | ---- | -------------------- | ------------------------------------------------------------------------ |
| 1º   | 1948 | Lausanne             | Architecture Faced with its New Tasks                                    |
| 2°   | 1951 | Rabat                | How Architecture is Dealing with its New Tasks                           |
| 3°   | 1953 | Lisboa               | Architecture at the Crossroads                                           |
| 4º   | 1955 | Haia                 | Architecture and the Evolutions of Building                              |
| 5º   | 1958 | Moscou/Moscovo       | Construction and Reconstruction                                          |
| 6º   | 1961 | Londres              | New Techniques and New Materials                                         |
| 7º   | 1963 | Havana               | Architecture in Underdeveloped Countries                                 |
| 8º   | 1965 | Paris                | The Training of Architects                                               |
| 9º   | 1967 | Praga                | Architecture and the Human Milieu                                        |
| 10º  | 1969 | Buenos Aires         | Architecture as a Social Factor                                          |
| 11º  | 1972 | Varna                | Architecture and Leisure                                                 |
| 12º  | 1975 | Madrid               | Creativity and Technology                                                |
| 13º  | 1978 | Cidade do Mexico     | Architecture and National Development                                    |
| 14º  | 1981 | Varsóvia             | Architecture, Man, Environment                                           |
| 15º  | 1985 | Cairo                | Present and Future Missions of the Architect                             |
| 16º  | 1987 | Brighton             | Shelter and Cities - Building Tomorrow's World                           |
| 17º  | 1990 | Montreal             | Cultures and Technologies                                                |
| 18º  | 1993 | Chicago              | Architecture at the Crossroads - Designing for a Sustainable Future      |
| 19º  | 1996 | Barcelona            | Present and Futures. Architecture in Cities                              |
| 20º  | 1999 | Pequim               | Architecture of the 21st Century                                         |
| 21st | 2002 | Berlim               | Resource Architecture                                                    |
| 22nd | 2005 | Istambul             | Grand Bazaar of Architectures                                            |
| 23rd | 2008 | Turim                | Transmitting Architecture                                                |
| 24º  | 2011 | Tóquio               | DESIGN 2050 Beyond disasters, through Solidarity, towards Sustainability |
| 25º  | 2014 | Durban               | Architecture otherwhere                                                  |
| 26º  | 2017 | Seul                 | Soul of City                                                             |
| 27º  | 2021 | Rio de Janeiro       | All Worlds. One World. Architecture in the 21st Century.                 |
| 28º  | 2023 | Copenhague/Copenhaga | Design for a Sustainable Future                                          |